# Shahrestān di Parsabad
Lo shahrestān di Parsabad (farsi شهرستان پارس اباد) è uno dei 10 shahrestān della provincia di Ardabil, in Iran. Il capoluogo è Parsabad. Lo shahrestān è suddiviso in 3 circoscrizioni (bakhsh): 
- Centrale (بخش مرکزی)
- Eslanduz (بخش اصلاندوز)
- Tazeh Kand (بخش تازه‌کند)